# Tobi
Tobi é uma ilha do Palau, localizada no estado de Hatohobei e contando com uma população de cerca de 30 habitantes.